# Cephalanthera cucullata
Espèce
Statut de conservation UICN

 VU  : Vulnérable
Statut CITES
Cephalanthera cucullata est une espèce de plantes à fleurs de la famille des Orchidaceae (les orchidées) et du genre Cephalanthera endémique de Crète.